# Pizzetta cagliaritana
La pizzetta cagliaritana (in sardo pitzeta casteddaja), conosciuta anche come pizzetta sfoglia (in sardo pitzeta sfòllia) è un prodotto alimentare tipico della città di Cagliari e diffusosi in tutta la Sardegna.

## Storia
La pizzetta sfoglia cagliaritana è un alimento nato a metà del XX secolo a Cagliari. L'origine non è certa: si ipotizza che sia una creazione nata dagli scarti di produzione dei pasticceri, i quali riciclavano gli avanzi della pasta sfoglia delle precedenti lavorazioni dolci aggiungendo il sugo di pomodoro per ottenere degli snack salati. Fonti orali riportano che si produceva nelle pasticcerie e nei forni della città già nel secondo dopoguerra, mentre la prima fonte scritta risulta del 1997. Ne sono testimonianza anche diverse fotografie datate che ritraggono cerimonie come battesimi, comunioni o cresime in cui non poteva mancare un vassoio di pizzette sfoglia.
Nei decenni è diventata un elemento caratterizzante della cultura gastronomica del capoluogo della Sardegna e oggigiorno non è più solo cagliaritana ma si può trovare in tutta l'Isola. È consuetudine cagliaritana e isolana consumarla singolarmente, spesso al bar con il caffè della prima colazione. È considerata però anche cibo da strada per il tradizionale consumo durante la passeggiata.
Annalisa Saddi, titolare della storica pasticceria Mariuccia di Pirri, nata nel 1937, svolse un lungo lavoro di recupero della relativa documentazione, con la collaborazione dell'Amministrazione comunale e il supporto tecnico dell'agenzia Laore, l'Agenzia regionale per l'attuazione dei programmi regionali in campo agricolo e per lo sviluppo rurale, avviando l'iter per l'istanza di riconoscimento del prodotto da parte del Ministero delle politiche agricole alimentari e forestali. Con il decreto del 25 febbraio 2022 il MIPAAF inserì la pizzetta cagliaritana nella lista dei Prodotti agroalimentari tradizionali sardi (P.A.T.).

## Descrizione
La pizzetta cagliaritana è composta da due strati di pasta sfoglia, sugo di pomodoro, un cappero e un'acciuga, anche se si possono trovare varianti senza uno o entrambi di questi ultimi due ingredienti.
Ha la forma di un disco quasi perfettamente circolare di diametro variabile dai 6 ai 10 centimetri mentre lo spessore va da 1,5 a 3 centimetri, con una superficie non omogenea ma per lo più ondulata. Il peso medio è di 80 grammi con un valore calorico di circa 400 kilocalorie. Il colore è dorato tendente al nocciola con il fondo che assume una colorazione più intensa, dal paglierino al marrone e sul bordo spesso si intravedono i vari strati di cui è composta la sfoglia.
Al tatto si presenta asciutta ma dalla superficie vellutata, con una crosta sottilissima che si sbriciola. Alla masticazione è inizialmente croccante, poi più tenera nella parte interna. Il gusto è sapido e complesso: al primo impatto, si gusta il dolce della pasta sfoglia, poi il sapore lievemente acidulo del pomodoro e la leggera sapidità del cappero,
quella più intensa dell’acciuga e, in conclusione, nuovamente il dolce della pasta sfoglia.

## Preparazione
Per la preparazione della pasta sfoglia si impastano tre quarti delle farine da utilizzare con l'acqua per ottenere un panetto elastico e la restante farina si amalgama con il burro o la margarina prendendo il nome di panetto, che viene poi fatto riposare per 30 minuti in frigorifero. Con un mattarello si spiana la pasta a malta in una sfoglia di qualche centimetro di altezza al centro della quale viene posizionato il panetto. La pasta malta viene quindi chiusa, portando il lembo sinistro sopra il panetto, poi il lembo destro quindi, in sequenza, il lato superiore e poi il lato inferiore verso il centro, preferibilmente capovolgendo il tutto. Si procede quindi alla spianatura con il mattarello per ottenere una striscia rettangolare che abbia larghezza maggiore rispetto all’altezza. Si ripiega la striscia di pasta ottenuta in 3 o in 4 e fatte le pieghe, si ruota di 90 gradi in senso antiorario. Questa operazione viene ripetuta per sei volte. Tra un tiro e l’altro, si ripone il panetto in frigo per 30 minuti per mantenere la preparazione compatta e garantire una buona sfogliatura. Si stende quindi il rotolo di pasta sfoglia e si utilizza uno stampo per tagliare la pasta in dischi di uguale misura; si aggiunge una spennellata d'olio di oliva, il pomodoro, i capperi (talvolta anche le acciughe) e un pizzico di origano e sale. Dopo aver spennellato i bordi del disco di pasta sfoglia con i tuorli d'uovo, viene composta la pizzetta coprendo e chiudendo il disco farcito con un altro dischetto di pasta sfoglia. Si procede a questo punto a spennellare anche la parte superiore con il tuorlo e a cuocere le pizzette in forno a 180 gradi per circa 10-15 minuti fino al raggiungimento di una doratura uniforme. La pizzetta cagliaritana può essere servita sia leggermente calda che fredda e si conserva per un paio di giorni a temperatura ambiente.